# Holly Gibbs
Holly Uma Gibbs (Londra, 25 agosto 1997) è un'attrice britannica.
Figlia dell'attrice Claire Toeman, inizia la sua carriera nel 2005, a 8 anni, recitando nel film Nanny McPhee - Tata Matilda, in cui interpreta il ruolo di Christianna, e grazie al quale ha vinto un Young Artist Awards.

## Filmografia parziale
- Nanny McPhee - Tata Matilda (Nanny McPhee), regia di Kirk Jones (2005)
- In cucina niente regole (Love's Kitchen), regia di James Hacking (2011)